# Російське біблійне товариство
Російське біблійне товариство — товариство для поширення ідей євангелізму. Засноване в Москві 1812 року на зразок Британського та Іноземного Біблійного Товариства на міжконфесійних засадах. Керівний орган Р.б.т. складався з представників різних християнських конфесій, воно мало філії, у тому числі й на українських землях (Київ, Полтава, Одеса). Створило Дитяче та Студентське біблійні товариства. Значну увагу приділяло виданню Біблії та перекладу її на мови народів Російської імперії, підготувало 19 видань Біблії різними мовами. До 1823 року видало Святе Письмо та його окремі частини загальним тиражем 704 831 примірник 41 мовою народів Російської імперії та мовами інших країн. Мало зв'язки з масонством, особливо Полтавська філія, що виникла одночасно з ложею «Любов до істини» й мала серед своїх членів багатьох «вільних каменярів», зокрема І.Котляревського. Із діяльністю українських філій Р.б.т. пов'язаний один із видатних вітчизняних масонів З.Корнєєв. Діяльність товариства була припинена 1826 указом російського імператора Миколи I, який проголосив видання Біблії виключно прерогативою Найсвятішого Синоду. Естафету поширення Біблії на терені Росії 1863 підхопило новостворене Товариство для поширення Святого Письма в Росії. Після Жовтневого перевороту в Петрограді 1917 року діяльність біблійного товариств було припинено. 1 листопада 1991 року за участю московського патріарха Алексія II відбулось урочисте відкриття офісу Біблійного товариства в Москві. 1991—1992 були утворені Біблійні товариства у Вірменії, Білорусі, Україні, країнах Балтії.